# Pružina
Pružina je naseljeno mjesto u okrugu Považská Bystrica u Trenčínskom kraju u Slovačkoj.

## Stanovništvo
| Godina:     | 1993. | 2003.   | 2013.   | 2023.   |
| ----------- | ----- | ------- | ------- | ------- |
| Broj ljudi: | 1938  | 1914    | 1995    | 2093    |
| Razlika:    |       | -1,23 % | +4,23 % | +4,91 % |

| Godina:     | 2022. | 2023.   |
| ----------- | ----- | ------- |
| Broj ljudi: | 2083  | 2093    |
| Razlika:    |       | +0,48 % |

Prema podatcima o broju stanovnika iz 2023. godine naselje je imalo 2093 stanovnika.

## Vanjske poveznice
|  | Zajednički poslužitelj ima još gradiva o temi Pružina |

- Službena stranica naselja (sl.)